# Marie Bloch
Pour les articles homonymes, voir Marie Bloch (pédagogue) et Bloch.
Marie Bloch, née le 26 juillet 1902 à Lyon et morte le 1er août 1979 à Meyzieu, est une astronome et astrophysicienne française. Elle obtient le Prix Lalande de l'Académie des sciences en 1960 pour l'ensemble de ses travaux scientifiques, notamment en spectroscopie stellaire.
Elle effectue toute sa carrière scientifique à l'observatoire de Lyon où elle débute comme stagiaire en 1920. Spécialisée dans l'étude photométrique et spectroscopique des étoiles variables et des novas, elle découvre en 1934, avec Jean Dufay, les bandes d'absorption du cyanogène dans le spectre de la Nova Herculis.

## Biographie
Marie Cécile Bloch nait à Lyon dans une famille juive de cinq enfants originaire d'Alsace. Elle fait ses études à l'École technique municipale de jeunes filles de Lyon fondée par Édouard Herriot en 1917. Elle en sort diplômée en 1920. En cours de mathématiques, elle est repérée par Jean Mascart, directeur de l'observatoire de Lyon, qui lui propose dès août 1919 de travailler pour lui. D'abord pour de simples travaux de préparation de cours puis, à partir de septembre 1920, comme personnel auxiliaire à l'observatoire. Cette période de stage durera six ans. Dans un premier temps elle ne travaille que de jour sur des observations méridiennes sous la direction de l'astronome Charles Gallissot. Puis, après quelques mois, elle s'installera à l'observatoire pour y travailler de nuit. Elle est formée à l'utilisation de la lunette équatorial Brünner, à la télégraphie sans fil et est chargée de s'occuper des observations météorologiques reçues des correspondants de la Loire. Rapidement, elle est autorisée à manipuler seule certains instruments et participe à des essais de dispositifs spectrographiques.
Parallèlement à son travail à l'observatoire, Marie Bloch continue ses études : elle obtient deux baccalauréats en 1921 et 1922 puis un certificat de mathématiques général en 1923. Elle étudie ensuite le calcul différentiel et intégral, la mécanique rationnelle, la physique générale et l'astronomie approfondie. Toutes des disciplines qui entre dans sa formation d'astronome.
En 1923, elle réalise des observations photométriques dans des travaux qui préfigure l'arrivée de l'astrophysique. La même année son père meurt et elle doit subvenir en partie aux besoins de sa mère. En 1925 elle devient l'utilisatrice attitré de la lunette équatoriale coudée de l'observatoire. Elle s'intéresse également à des sujets plus insolites comme la possibilité de liens entre les taches solaires et certaines maladies. Elle joue aussi durant cette période un rôle important dans le fonctionnement de l'Association française des observateurs d'étoiles variables,.
Elle est enfin embauchée en octobre 1926 comme assistante astronome puis devient aide astronome en septembre 1934 sous la présidence de Jean Dufay. Avec ce dernier elle observe pour la première fois, le 25 décembre de la même année, les bandes d'absorption du cyanogène dans le spectre de la Nova Herculis,. Elle se concentre dans les années qui suivent sur la photométrie, la spectroscopie, les novæ et les étoiles symbiotiques.
Durant la Seconde Guerre mondiale, et malgré les nombreuses tentatives de Dufay pour lui faire garder son poste, Marie Bloch est contrainte de quitter l'observatoire en décembre 1940 en raison de ses origines juives. Elle passe la guerre cachée avec la complicité d'un passionné d'astronomie, Maurice Durvis, qui l'emploie dans une entreprise d'achat de charbon. En 1944, elle échappe de très peu à la déportation : trois miliciens se présente à son domicile mais Marie, qui avait fait demi-tour pour chercher ses clés qu'elle avait oublié dans un magasin, est en retard pour rentrer chez elle. Après la guerre, elle est réintégrée à l'observatoire mais prend un congé sans solde d'un an pour aider l'entreprise qui l'a cachée. Elle reprend ses travaux d'astronomie en décembre 1945.
En 1950, Marie Bloch soutient sa thèse intitulée Recherches sur les spectres de Nova Serpentis et Nova Cygni 1948. L'année suivante, elle est nommée astronome-adjoint et, en 1960, elle obtient le prestigieux Prix Lalande de l'Académie des sciences pour l'ensemble de ses travaux scientifiques qui comporte plus 150 publications,. Elle est nommée astronome titulaire en 1965 et se rend alors chaque semestre à l'observatoire de Haute-Provence pour réaliser des plaques photographiques.
Marie Bloch prend sa retraite en octobre 1972 mais continue à fréquenter régulièrement l'observatoire jusqu'en 1975. Elle décède à Meyzieu le 1er août 1979 et repose à Saint-Genis-Laval, à proximité de l'observatoire, conformément à son vœu.